# Rey Badis (Granada)
Rey Badis es un barrio de Granada, España, perteneciente al distrito Norte. Está situado en la parte septentrional del distrito. Limita al este con el barrio de Cartuja; al sur, con el barrio de La Paz; al oeste, con el barrio de Almanjáyar; y al norte, con los términos municipales de Jun y Pulianas. Es una de las zonas más degradadas, excluidas y marginales de la ciudad.[cita requerida]

## Historia
Rey Badis nace a raíz de la construcción de 1.040 viviendas de protección oficial en el año 1981 siendo estas entregadas en pésimas condiciones a la población restante del barrio chabolista de La Virgencica que sería demolido en 1982. Estos edificios presentaron aluminosis y se tuvieron que rehabilitar a finales de los 2000. El barrio es el origen del Polígono de Almanjáyar, distinguiendose por sus bloques blancos y verdes. Muchas veces es confundido como parte del propio barrio de Almanjáyar dado que originalmente era parte del mismo. En la década de 1990 se sigue expandiendo con la construcción de viviendas protegidas en forma de bloques de pisos, formando un cuadrado en la estructura del barrio de ahí el sobrenombre de la zona como "El Cuadrado". En el corazón del barrio, el centro de dicho cuadrado, se encuentra la plaza Rey Badis donde se ubica el Centro Municipal de Servicios Sociales Comunitarios Norte (Centro Amarillo).
En el final del Camino de los Yeseros está ubicado el mayor asentamiento chabolista de la ciudad, en la antigua Casería de Castril ahora destinada a la chatarra. En la mayoría de su extensión es un entorno rural, de campo y poco urbanizado protagonista por sus numerosas problemáticas y su poca limpieza, siendo algunas zonas un foco de insalubridad.[cita requerida]